# لیونگ
لیونگ (به سوئدی: Ljung) یک منطقهٔ مسکونی در سوئد است که در بخش هریونا واقع شده‌است. لیونگ ۰٫۸۶ کیلومتر مربع مساحت و ۷۳۴ نفر جمعیت دارد.